# Josef Pomper
Josef Pomper (* 6. November 1878 in Bocksdorf; † 15. Dezember 1935 ebenda) war ein österreichischer Landwirt und Politiker (Landbund). Er war Abgeordneter zum Burgenländischen Landtag und Landesrat in der Burgenländischen Landesregierung.

## Leben
Josef Pomper wurde als Sohn des Landwirts Matthias Pomper geboren. Er besuchte die Volksschule und war in der Folge als Landwirt in Bocksdorf tätig.
Pomper war verheiratet.

## Politik
Er war ab dem 23. April 1922 Obmann-Stellvertreter des Landbundes im Burgenland und zwischen 1923 und 1927 Bürgermeister von Bocksdorf. Pomper gehörte dem Burgenländischen Landtag vom 15. Juli 1922 bis zum 31. Oktober 1934 an. Zudem hatte er zwischen dem 4. Jänner 1924 und dem 9. Februar 1927 sowie zwischen dem 22. Februar 1934 und dem 31. Oktober 1934 das Amt des Dritten Landtagspräsidenten inne. Pomper rückte zudem am 9. Februar 1927 für Josef Voigt in die Landesregierung Rauhofer I nach und hatte das Amt in der Landesregierung Rauhofer II bis zum 2. August 1927 inne. 